# Architecture ukrainienne

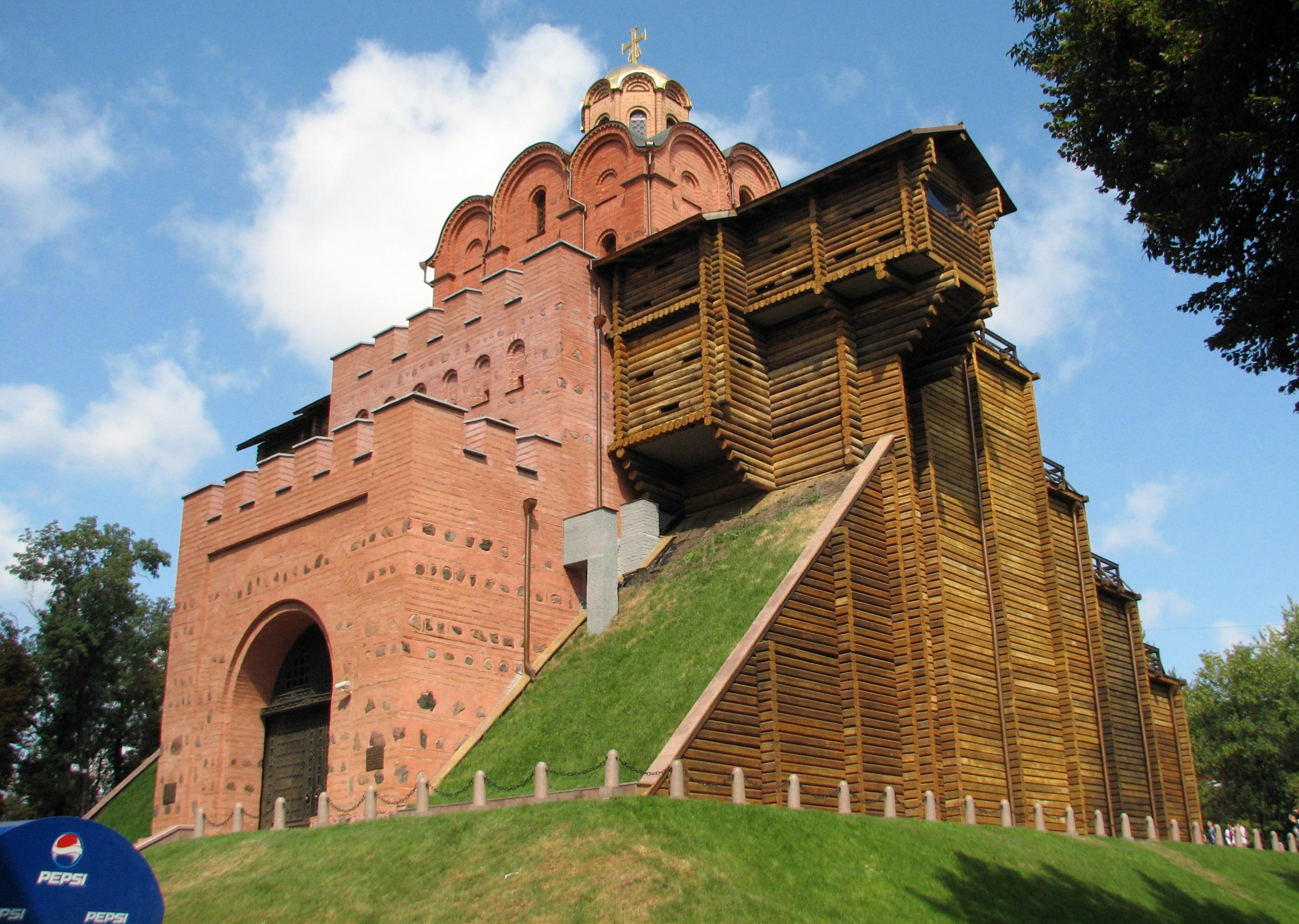
Le Golden Gate de Kiev, en grande partie reconstruite, v. 1100

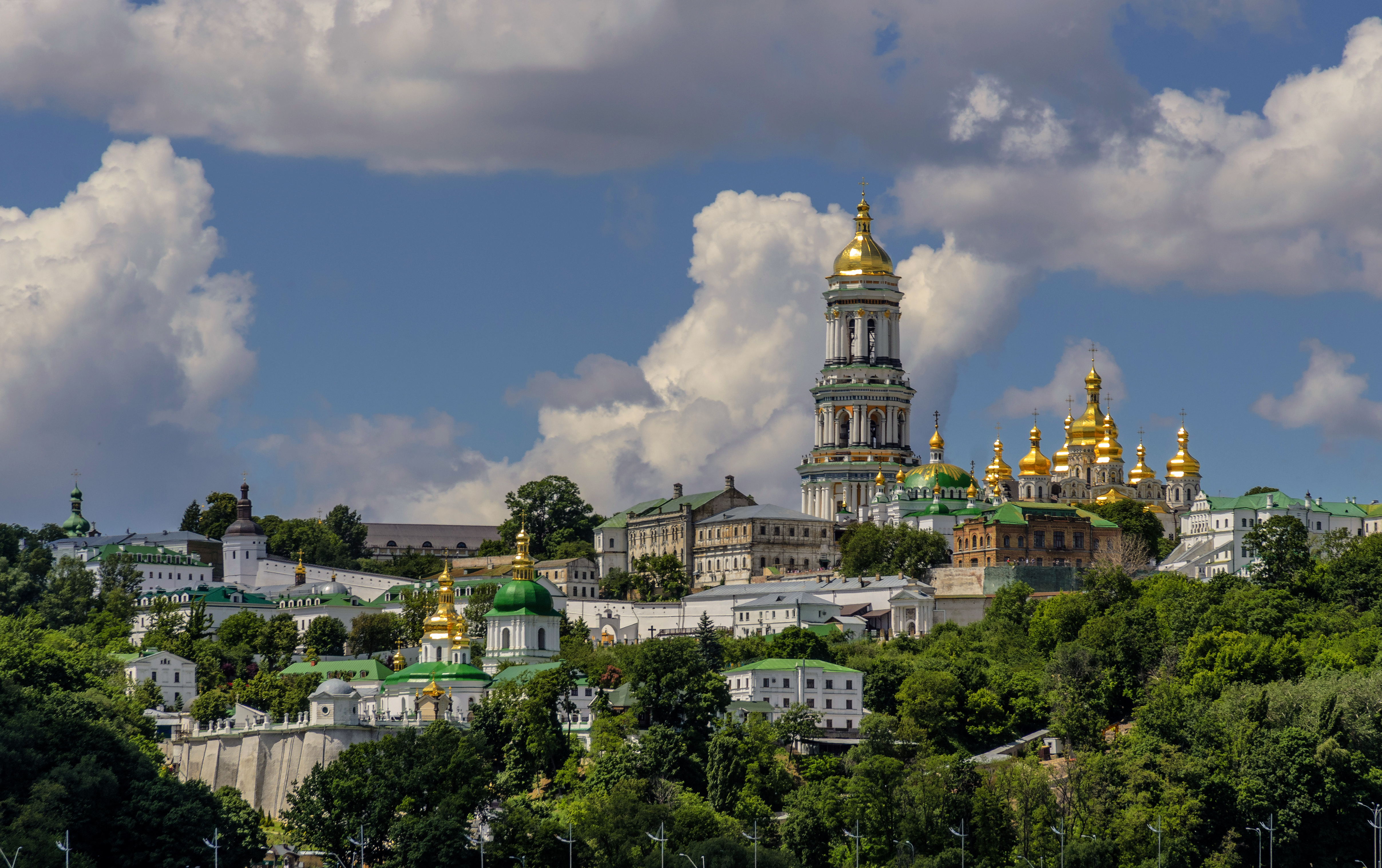
Les Différentes structures de la Laure des Grottes de Kiev datent de différentes époques et, à travers leurs styles, offrent un aperçu de l'histoire de l'Ukraine et du riche savoir-faire qui s'est développé au cours de sa longue période.

L'architecture ukrainienne prend ses racines dans l'État slave oriental de la Russie kiévienne . Après l'invasion mongole de la Russie kiévienne au XIIIe siècle, une histoire architecturale distincte s'est poursuivie dans les principautés de Galice-Volhynie et plus tard dans le grand-duché de Lituanie, correspondant à l'extrémité occidentale des territoires de la Russie kiévienne. Plus tard, à l'époque des cosaques zaporogues, un style unique à l'Ukraine s'est développé sous l'influence du Commonwealth polono-lituanien (ou République des Deux Nations).
Après l'union avec le tsarat de Russie, à la suite de la guerre russo-polonaise, l'architecture en Ukraine a commencé à se développer dans des directions différentes, avec de nombreux bâtiments dans la zone orientale, sous domination russe, construites dans les styles de l'architecture russe de cette période, tandis que la Galice occidentale s'est développée sous l'influence austro-hongroise. Les motifs nationaux ukrainiens seront finalement utilisés pendant la période de l'Union soviétique et dans l'Ukraine indépendante moderne.

## Epoque de la Rus médiévale (988-1230)

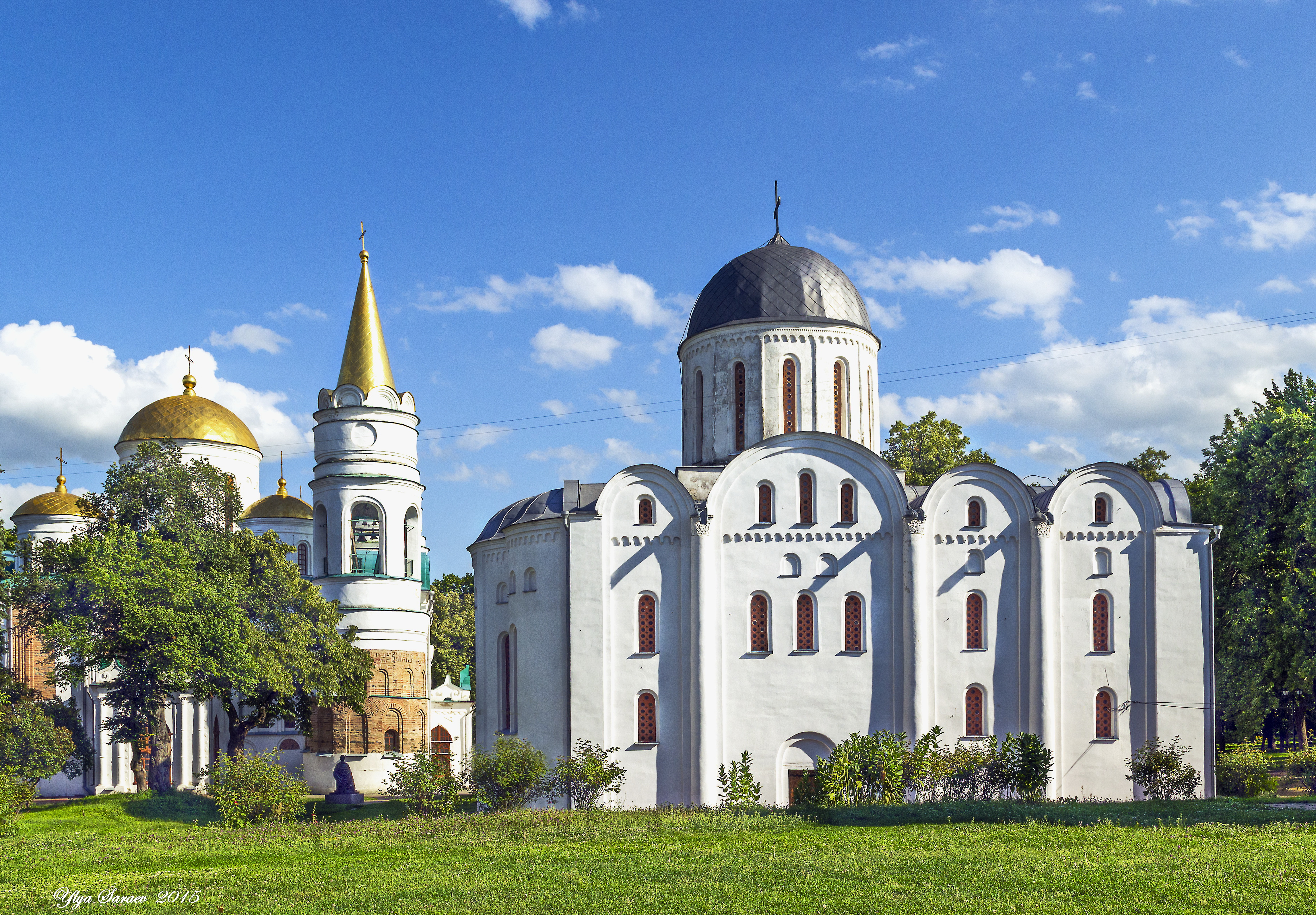
La cathédrale de la Transfiguration de Tchernihiv date de 1030 (à gauche), tandis que la cathédrale voisine Boris et Gleb date de 1123 (à droite).

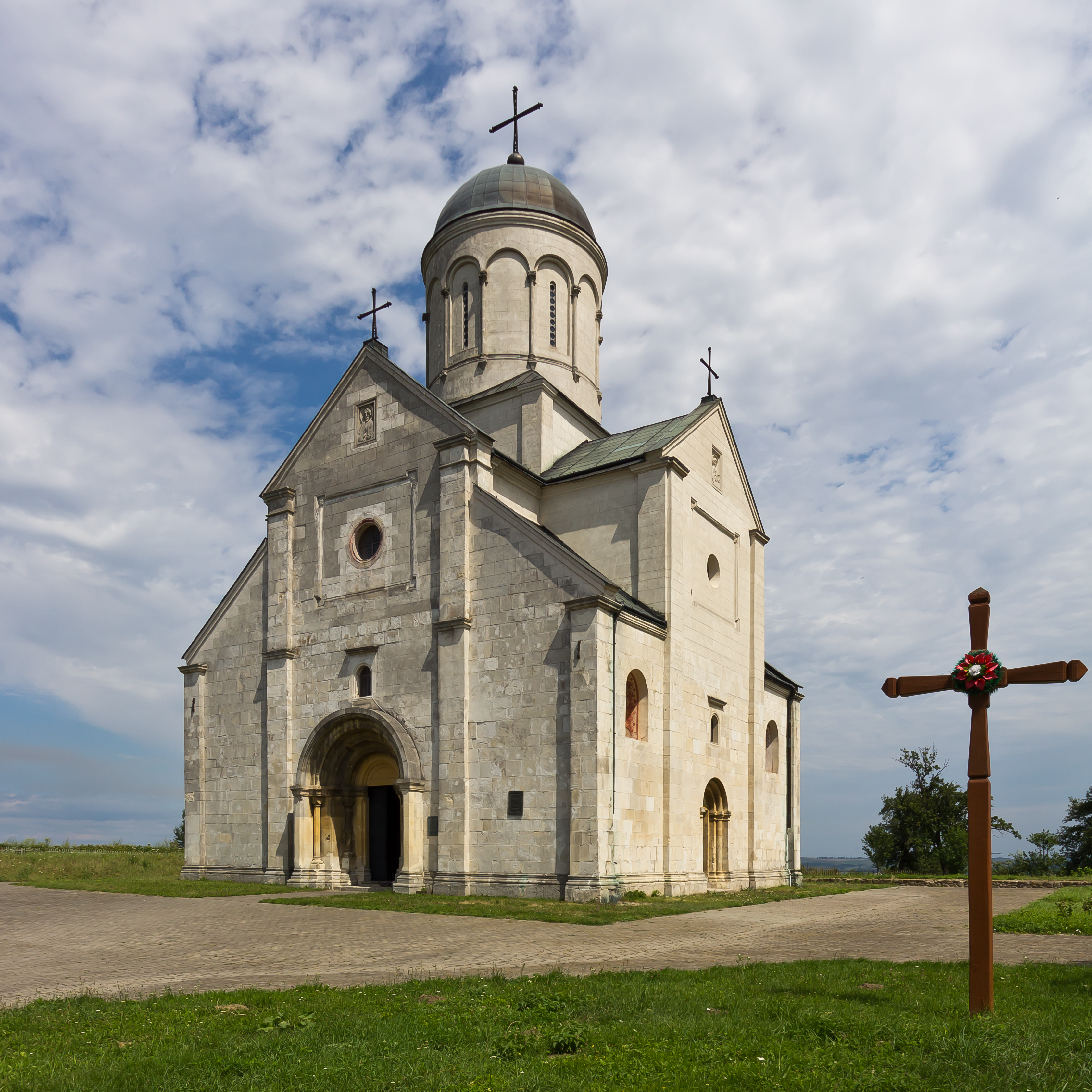
Église Saint-Pantaléon (Panteleimon) de Shevchenkove, 1194.

L'État médiéval de la Russie kiévienne était le prédécesseur des États modernes d'Ukraine, de Russie et de Biélorussie et de leurs cultures respectives, y compris l'architecture.
Les églises, construites après l'adoption du christianisme en 988, furent les premiers exemples d'architecture monumentale dans les terres slaves orientales. Le style architectural de l'État de Kiev, qui s'est rapidement imposé, a été fortement influencé par le style byzantin voisin. Les premières églises orthodoxes orientales étaient principalement construites en bois, les grandes cathédrales comportaient souvent de nombreux petits dômes, ce qui a conduit certains historiens de l'art à considérer cela comme une indication de l'apparition de temples slaves païens préchrétiens.
Plusieurs exemples de ces églises sont toujours visibles aujourd'hui. Cependant, au cours des XVIe et XVIIIe siècles, beaucoup furent reconstruites extérieurement dans le style baroque ukrainien . Ces exemples incluent la grande cathédrale Sainte-Sophie (les premières traces de fondations remontant à 1017), l'église du Sauveur à Berestove (construite de 1113 à 1125) et l'église Saint-Cyrille, (datée du XIIe siècle).
Plusieurs bâtiments ont été reconstruits au cours des XIX et XXe siècles, c'est le cas de la cathédrale de l'Assomption de Volodymyr, construite en 1160 et reconstruite entre 1896 et 1900, l'église Piatnytska de Tchernihiv, construite en 1201 et reconstruite à la fin des années 1940, et la Porte dorée de Kiev., construit en 1037 et reconstruite en 1982. Ce dernier exemple étant parfois identifié par des historiens de l'art et de l'architecture comme un fantasme revivaliste.
Peu d'architecture laïque ou vernaculaire de la Russie kiévienne a survécu de nos jours.

## Époque cosaque

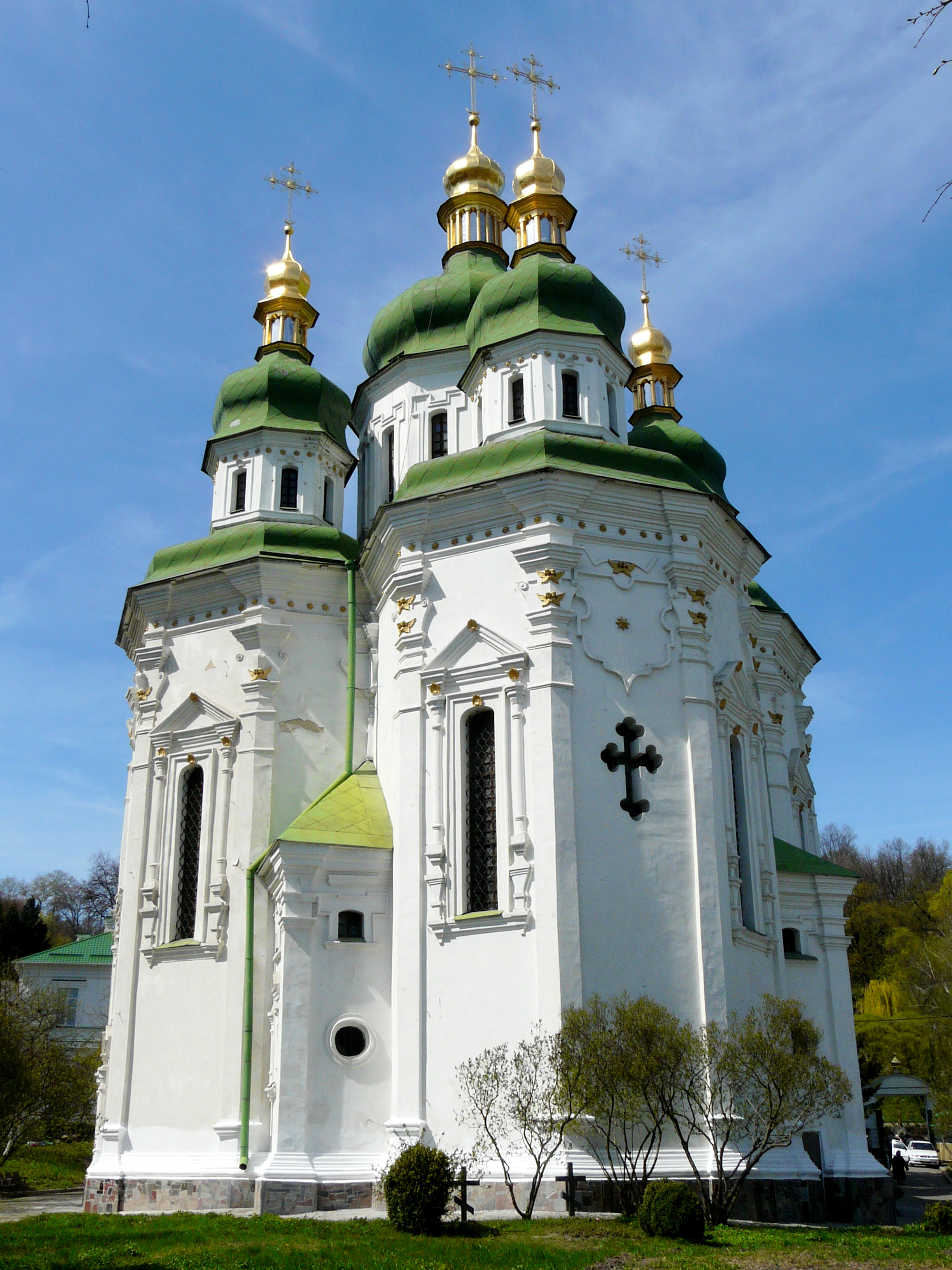
Cathédrale Saint-Georges du monastère de Vydubychi, Kiev (1696).

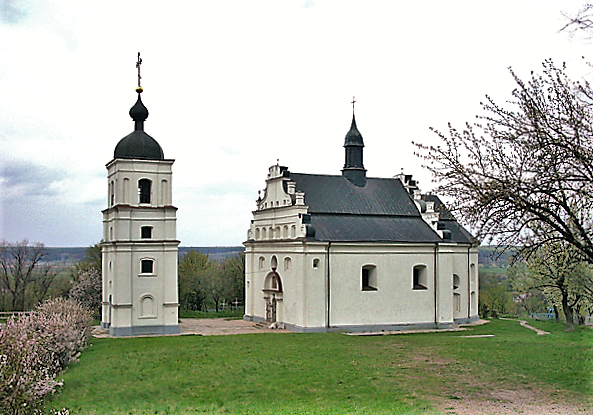
Une église à Subotiv, lieu de naissance de l'hetman ukrainien Bohdan Khmelnytsky

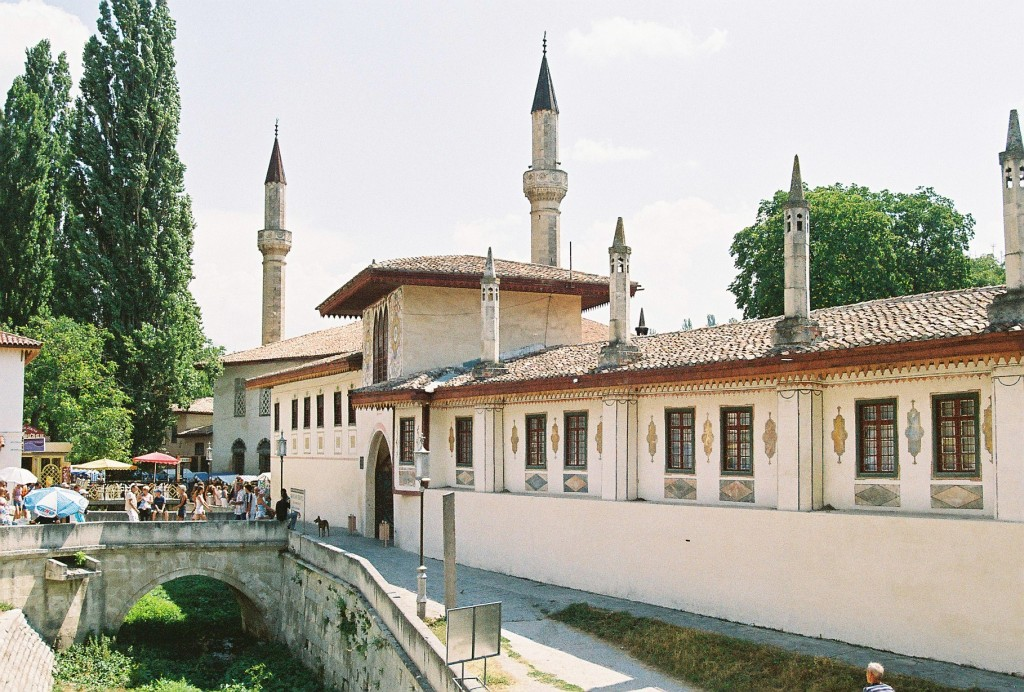
Palais Bakhtchissaraï

### Début du baroque ukrainien
Le baroque ukrainien a émergé à l'époque de l'Hetmanat cosaque des XVIIe et XVIIIe siècles. L'architecture baroque ukrainienne, représentative de l'aristocratie cosaque, se distingue alors du baroque d'Europe occidentale par des conceptions plus constructivistes, avec une ornementation plus modérée et de forme plus simple.
Au cours des XVIIe et XVIIIe siècles, la plupart des églises médiévales de la Rus médiévale ont été considérablement repensées et agrandies par la construction de dômes supplémentaires et l'ajout d'une ornementation extérieure et intérieure élaborée.
Les monastères de la Laure de Petchersk de Kiev, de Vydubychi et de la Laure de Pochaiv . sont des exemples célèbres de l'architecture baroque ukrainienne.

### Architecture tatare de Crimée
Alors que la Crimée était sous l'autorité du Khanat de Crimée, la culture islamique a infusé certaines constructions . Le plus célèbre était le palais Bakhchysarai, conçu grâce aux efforts combinés d'architectes persans, turcs et italiens.

### Baroque ukrainien tardif
Les bâtiments de la cathédrale Sainte-Sophie ou de la gare de Kyiv-Pasazhyrskyi sont des exemples de baroque ukrainien tardif.

## Période impériale

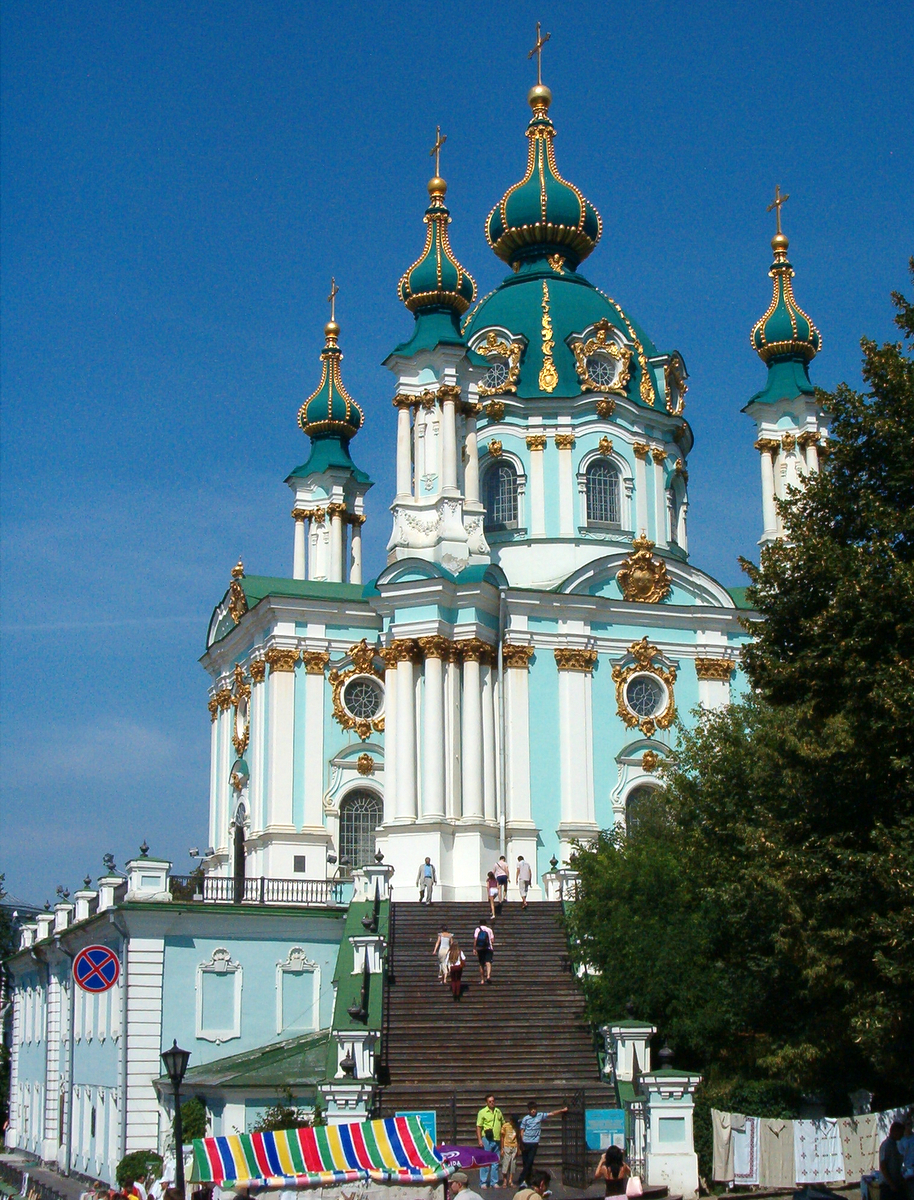
L'église Saint-André, un célèbre exemple d'architecture baroque du XVIIIe siècle.

### Empire russe
Lors de l'intégration progressive des parties orientale et centrale de l'Ukraine, sous domination de l'Empire russe, les architectes russes et étrangers ont l'opportunité de réaliser des projets dans le paysage pittoresque qu'offraient de nombreuses villes et régions ukrainiennes. L'église Saint-André de Kiev (1747-1754) située au sommet de la montagne de Kiev ou le palais Mariinsky, résidence d'été de l'impératrice russe Elisabeth, sont deux exemples remarquables d'architecture baroque construits par l'architecte italien Bartolomeo Rastrelli.

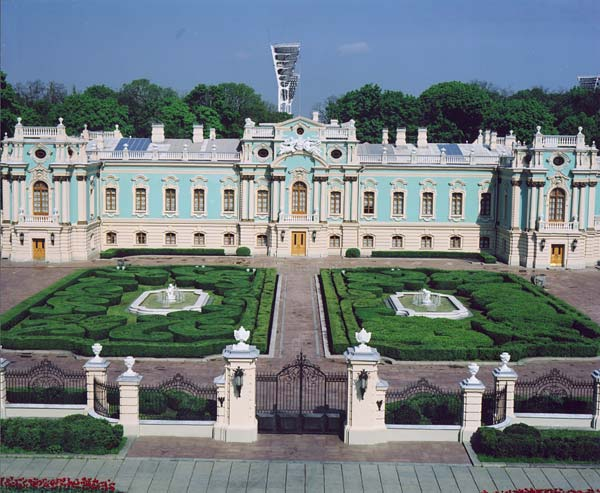
Palais Mariinski

Sous le règne de Kirill Razumovsky, de nombreuses villes de l'Hetmanat cosaque, comme Hlukhiv, Baturyn et Kozelets, portaient des projets grandioses de l'architecte attitré de la Petite Russie, Andrey Kvasov .
La Russie achève l'annexion de tout le sud de l'Ukraine jusqu'à la Crimée, à la suite des guerres menées contre l’Empire ottoman et son vassal le khanat de Crimée. Ces conquêtes, rebaptisées Nouvelle Russie, virent la fondations de nouvelles villes comme Mykolaïv, Odessa, Kherson et Sébastopol à des fins de colonisations. Celles-ci contiennent des exemples notables de l’architecture impériale russe comme le palais Kachanivka, l'observatoire de Mykolaïv ou bien le monastère de la Transfiguration à Novhorod-Siverskyi.

### Empire austro-hongrois
Les régions occidentales de l'Ukraine, anciennement sous domination de l'Empire austro-hongrois, abritent des exemples de l'architecture d'Europe centrale du XIXe siècle, tel que le Théâtre d'opéra et de ballet de Lviv .

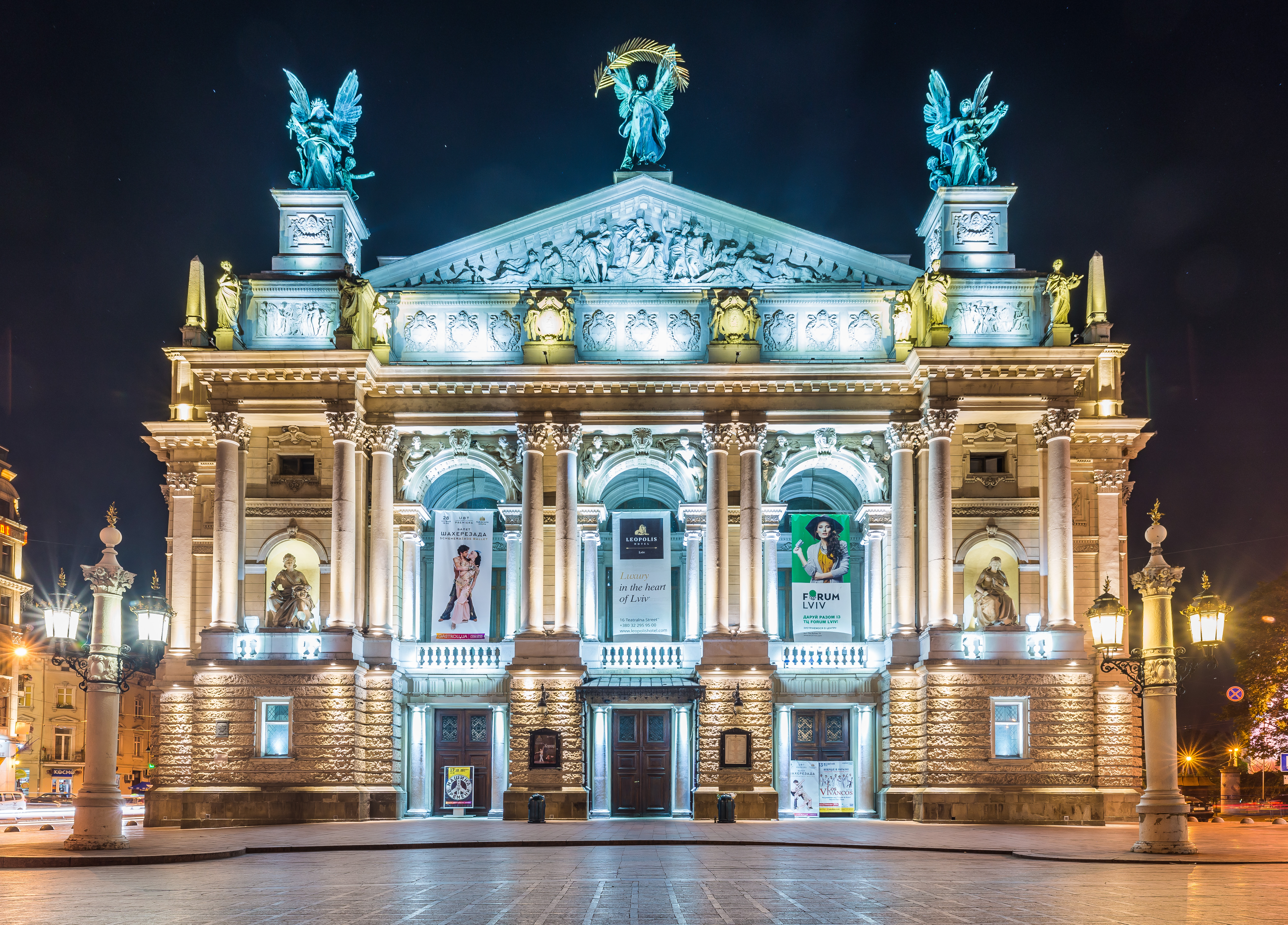
Théâtre d'opéra et de ballet de Lviv

## Architecture vernaculaire
Les connaissances en matière de construction en architecture vernaculaire sont basées sur les traditions locales et reposent donc en grande partie sur des connaissances transmises de génération en génération. Les différentes régions d’Ukraine ont leur propre style d’architecture vernaculaire. Par exemple, dans les Carpates et les contreforts environnants, le bois et l'argile sont les principaux matériaux de construction traditionnellement utilisés.
Le Musée de l'architecture populaire et du mode de vie du centre du Dniepr en Ukraine est situé à Pereiaslav . Ce musée en plein air de nombreux exemples d'architecture nationale et plus de 30 000 objets culturels historiques. Un autre musée, le Musée des finitions décoratives est un autre exemple de fondation œuvrant à la préservation du savoir-faire architectural décoratif.
|                              |
| Hutte de Taras, à Taras Hill |

|                 |
| Maison d'Hutsul |

|               |
| Moulin à vent |

|                                       |
| Eglise du Uman Raion, Cherkasy Oblast |

|                                   |
| Eglise Saint-Nicolas à Borochyche |

|                                        |
| Musée des arts décoratifs à Pereiaslav |

|                |
| Cabane en bois |

|                      |
| Maison du XIe siècle |

### Églises en bois dans l’ouest de l’Ukraine

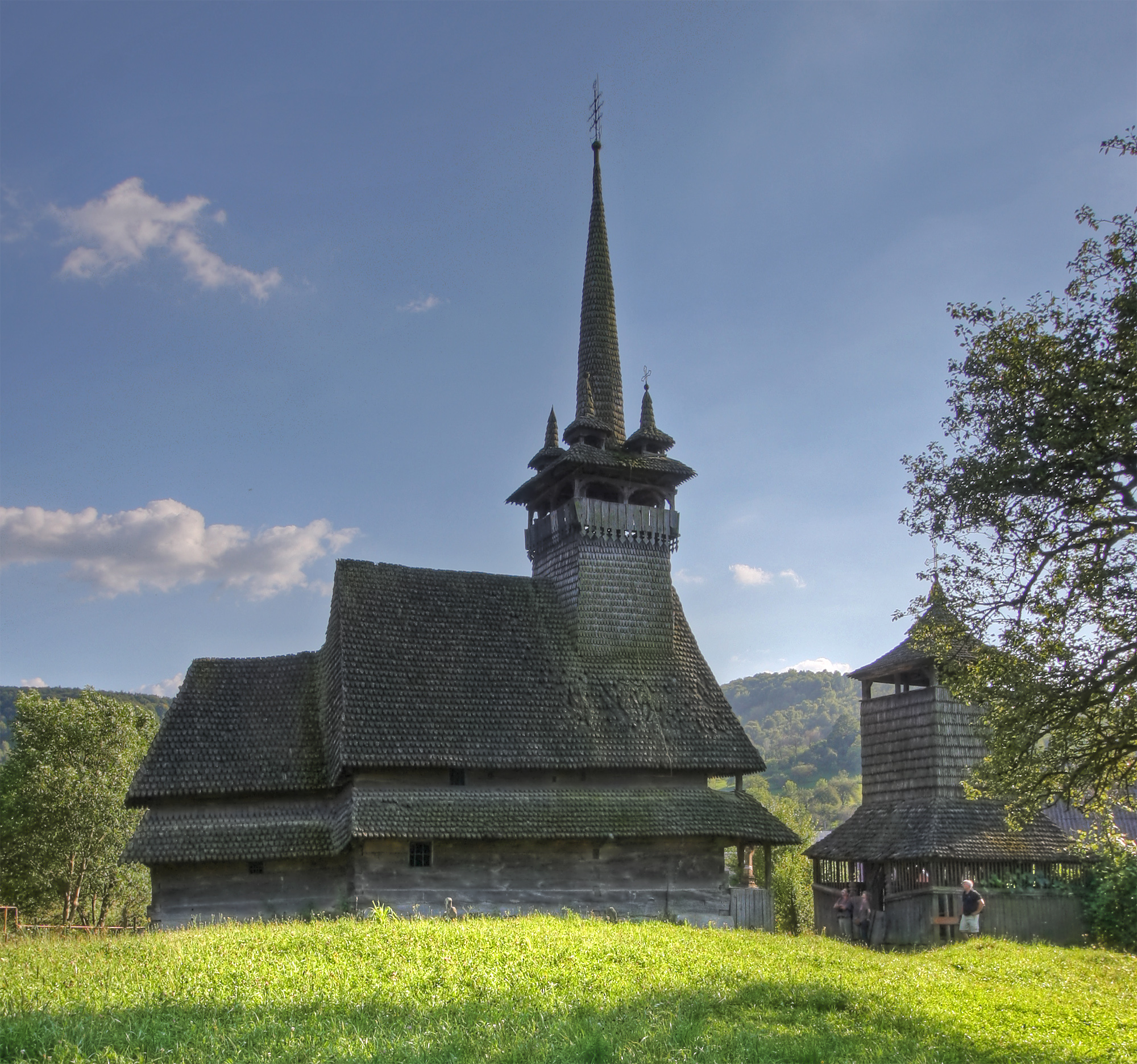
Église Sainte-Paraskeva,oblast de Transcarpatie
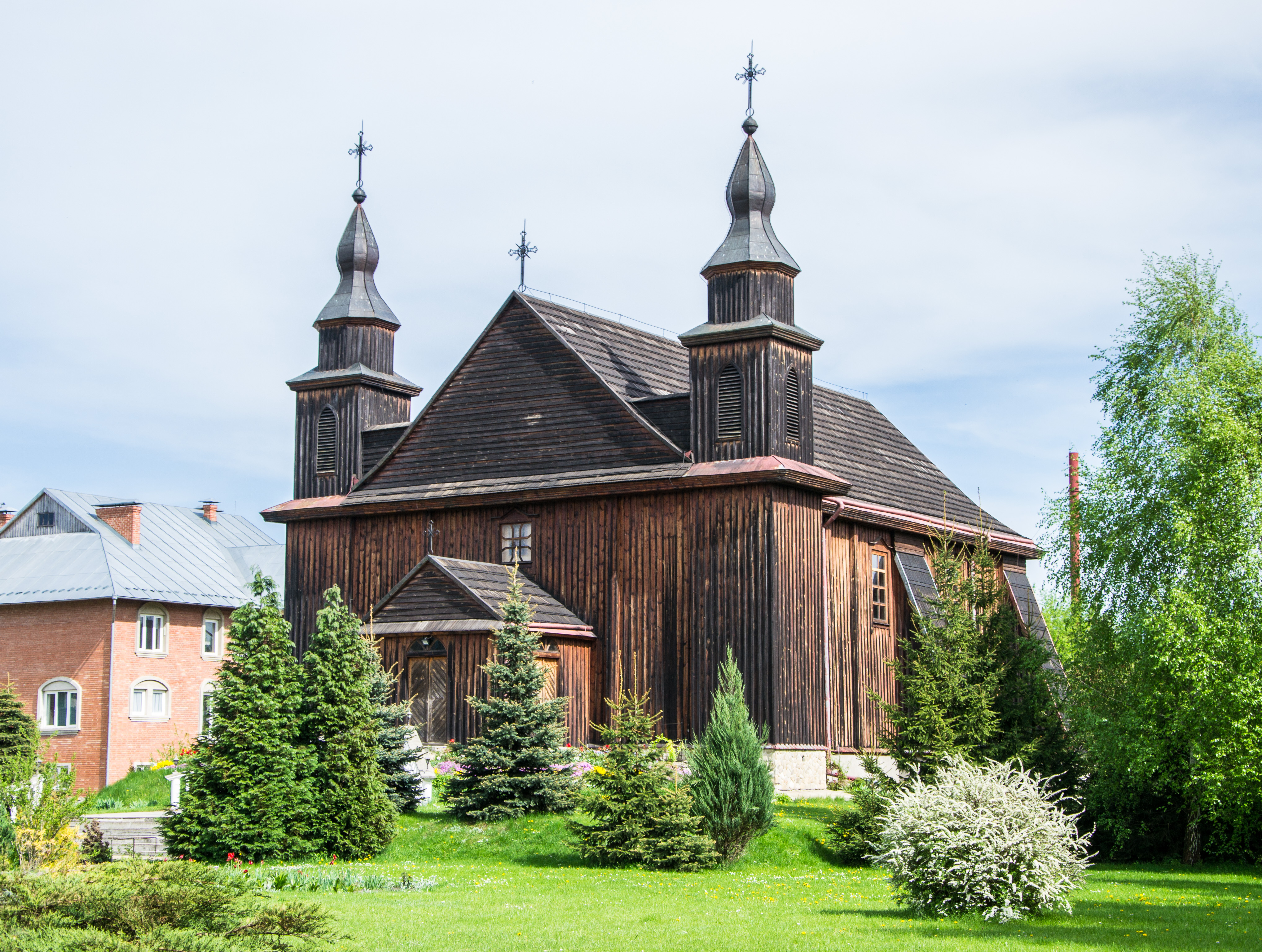
Église Sainte-Anne, Kovel
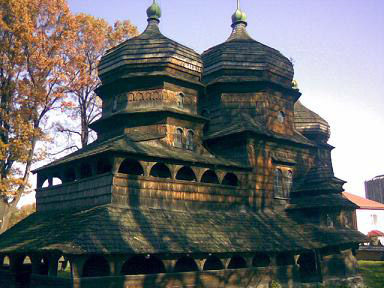
Église Saint-Georges,Drohobytch
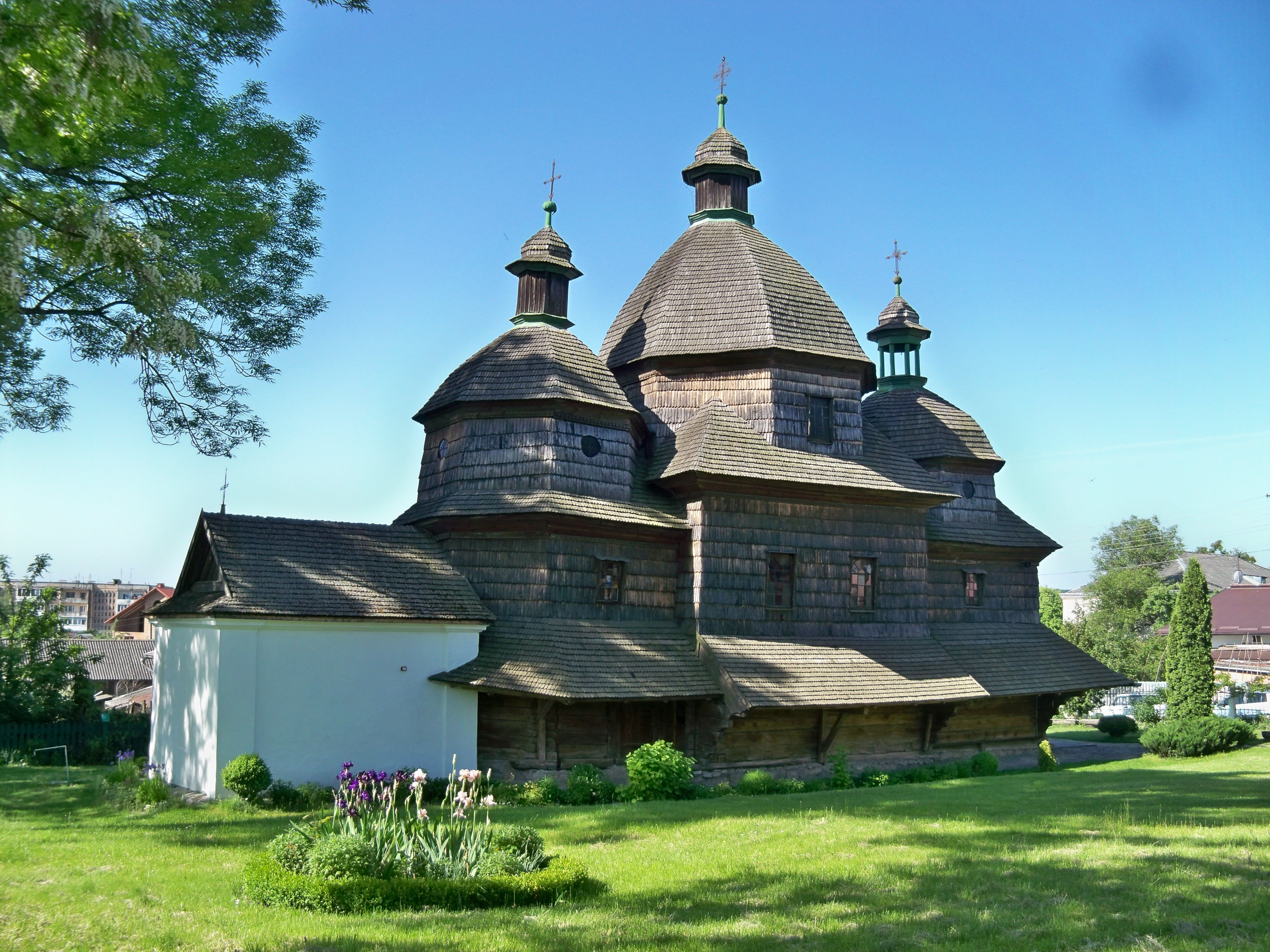
Église de la Sainte Trinité,Jovkva

## Architecture de la fin du 19e et du début du 20e siècle

### Ukraine centrale et méridionale
- Maison Ginzburg à Kyiv
- Maison avec des chimères à Kiev
- Rus-Byzance en Ukraine ( Cathédrale Saint-Volodymyr ) à Kiev
- Opéra national d'Ukraine à Kiev
- Musée régional de Poltava
- Centre historique d'Odessa - Site du patrimoine mondial de l'UNESCO

### Ukraine occidentale
- Centre historique de Lviv - Site du patrimoine mondial de l'UNESCO
- Bâtiment de l'université de Tchernivtsi - Site du patrimoine mondial de l'UNESCO
- Terminal ferroviaire de Lviv

|                                                     |
| Residence of Bukovinian and Dalmatian Metropolitans |

|                  |
| Palais Massandra |

|                          |
| St Volodymyr's Cathedral |

|                                |
| Odesa Opera and Ballet Theatre |

|                                         |
| Church of Sts. Olha and Elizabeth, Lviv |

|                      |
| House with Chimaeras |

|                                              |
| The building of the National Bank of Ukraine |

|                           |
| Musée régional de Poltava |

## Union soviétique
Après la révolution d'Octobre et la guerre civile russe, la majeure partie du territoire ukrainien a été incorporée à la nouvelle RSS communiste d'Ukraine . Pour la première fois, les Ukrainiens, en tant que nation, sont devenus une nationalité reconnue et, en conséquence, de grands efforts ont été entrepris pour développer un style architectural ukrainien distinct.

### Capitale: Kharkiv (1917-1934)

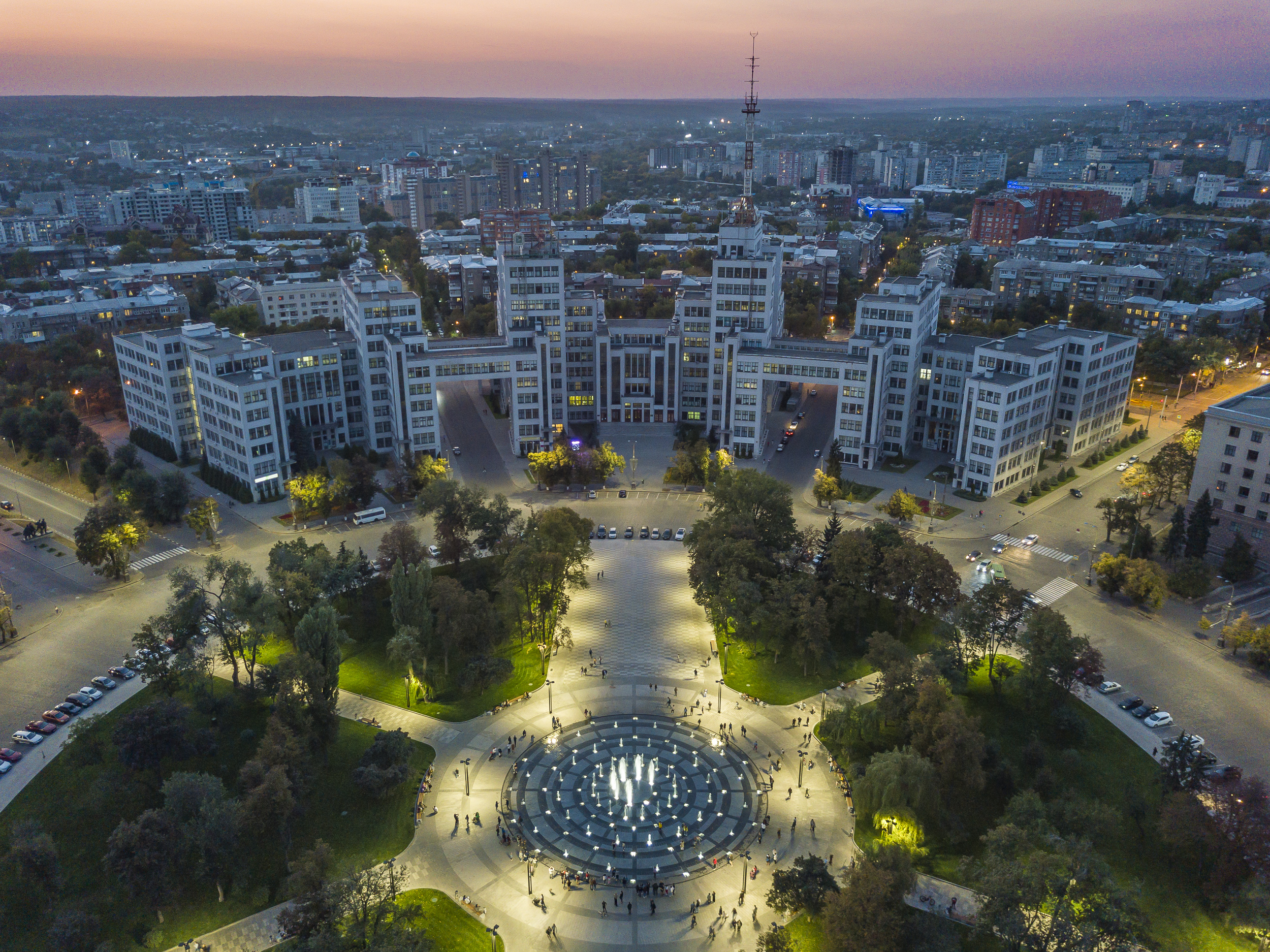
L'immense place de la Liberté à Kharkiv, 1925-1953, mélange des caractéristiques des premiers constructivistes et des derniers éléments staliniens. Ce fut le premier grand projet architectural de l'Ukraine soviétique.

Au cours des premières années du régime soviétique, la politique d'ukrainisation ouvrait la voie à de nombreux architectes ukrainiens qui étaient alors encouragés à développer et utiliser des motifs nationaux propres à l'Ukraine. Dans le même temps, l'architecture se standardise et toutes les villes reçoivent des plans généraux de développement pour leur construction, conduisant les éléments nationaux à ne pas être repris partout, la nouvelle mode architecturale devient alors le constructivisme, sous l'impulsion du nouveau gouvernement soviétique .
Durant les 15 premières années de la domination soviétique, la ville orientale de Kharkiv était la capitale de l'Ukraine soviétique. Dans la lignée de l'idéal communiste, un projet majeur fut décidé pour « détruire » son apparence capitaliste-bourgeoise et en créer une nouvelle, plus socialiste. Un jeune architecte talentueux, Viktor Trotsenko, a alors proposé la création d'un grande place centrale avec de grands bâtiments modernes au centre de la capitale. C'est ainsi qu'est née la place Dzerjinski (aujourd'hui place de la Liberté ), qui deviendra un des exemples le plus brillant de l'architecture constructiviste en URSS et à l'étranger. D'une superficie totale de 11,6 ha , c'est actuellement la troisième plus grande place du monde à ce jour.
L'ensemble massif de bâtiments du Derzhprom (1925-1928) de la place Dzerjinski, est ainsi devenu un symbole non seulement de Kharkiv, mais aussi du constructivisme en général. Bâti par les architectes Sergei Serafimov, S. Kravets et M. Felger, il deviendra en seulement trois ans la structure la plus haute d'Europe, et sa particularité réside dans la symétrie qui ne peut être appréciée que d'un seul point, au centre de la place. Aucune des tentatives visant à faire sauter le bâtiment pendant la Seconde Guerre mondiale n'a abouti, et il reste encore aujourd'hui le symbole de Kharkiv.
La Maison des Projets (actuellement le bâtiment de l'université de Kharkiv ), également conçue par Serafimov, en mirroir avec le Derzhprom, était elle aussi une réalisation monumentale du constructivisme. Cependant, pendant la guerre, elle fut gravement endommagée et fut reconstruite dans un style semi-stalinien qui ne laissa que peu de choses intactes du bâtiment d'origine.

### Capitale: Kiev (1934-1991)

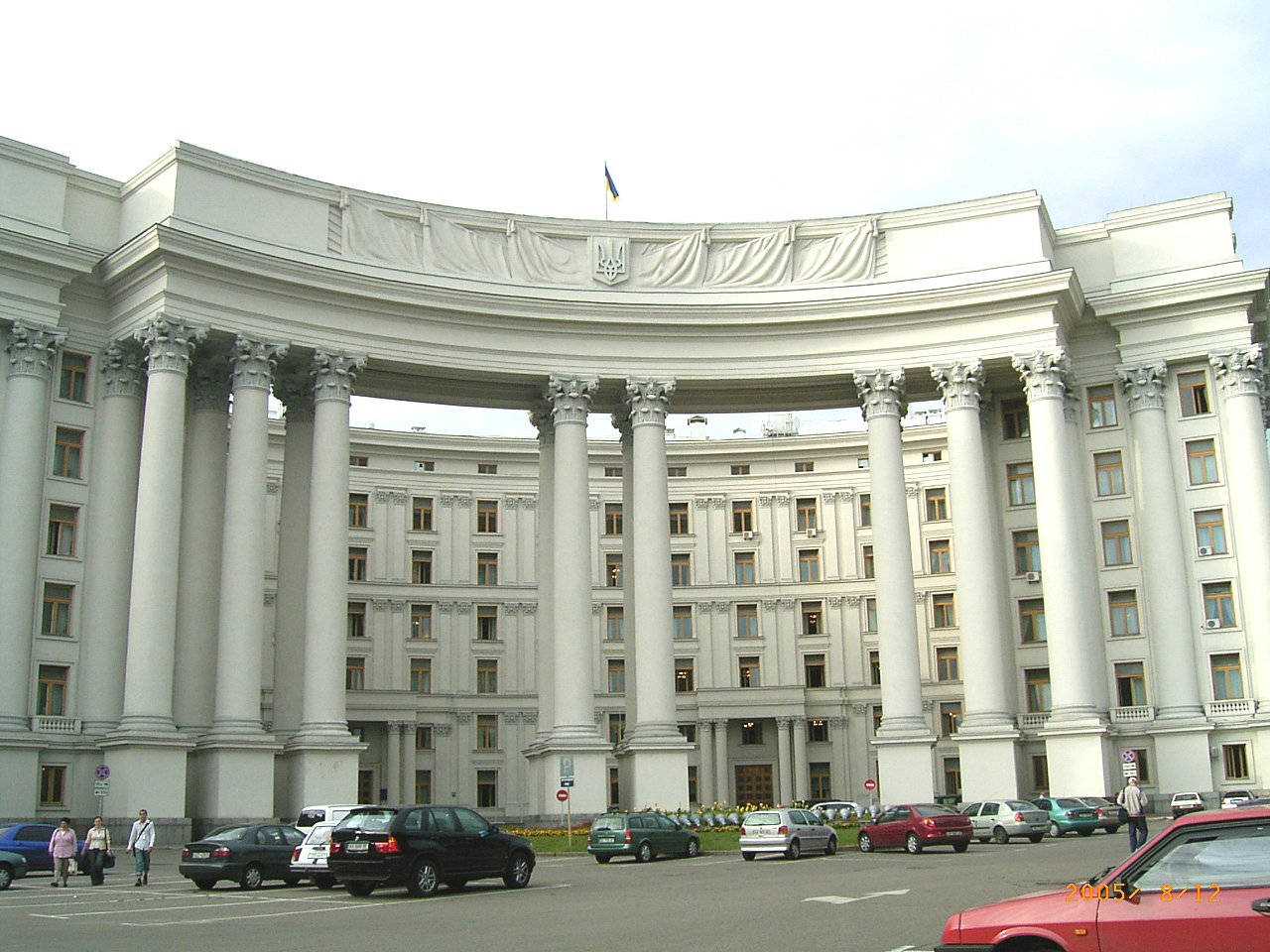
L'actuel ministère des Affaires étrangères de l'Ukraine, construit comme faisant partie d'un complexe gouvernemental, est situé sur le territoire de l'ancien monastère au dôme doré de Saint-Michel. Un seul des bâtiments a été construit (photo).

En 1934, la capitale de l'Ukraine soviétique déménage à Kiev. Jusqu'à maintenant, la ville était considérée comme un simple centre régional et ne recevait donc que peu d'attention. À la suite de cette nomination, les premiers exemples de l’architecture stalinienne apparaissaient déjà et une nouvelle ville doit être construite sur l’ancienne. Une des conséquences de cette nouvelle volonté politique fût que des exemples inestimables d'architecture tels que le monastère au dôme doré de Saint-Michel furent détruits (totalement ou partiellement) pour permettre la réalisation de bâtiments monumentaux (ici le bâtiment du Comite central du Parti communiste ukrainien, actuellement occupé par le ministère des Affaires étrangères). Même la célèbre cathédrale Sainte-Sophie de Kiev était menacée.
Après les lourdes destructions de la Seconde Guerre mondiale, un nouveau projet de reconstruction du centre de Kiev a été décidé. Ce projet a vu la transformation de l'avenue Khreshchatyk en l'un des plus beaux exemples du stalinisme en architecture .
|               |
| Projet rejeté |

|                        |
| un autre projet rejeté |

|              |
| Projet final |

Malgré un début enthousiaste qui a vu la plupart des bâtiments tels que la poste, la mairie, l'élégant porche blanc du Conservatoire et les premiers bâtiments de la place Kalinina, achevés en 1955, la nouvelle politique de l'architecture a une fois de plus rapidement été arrêtée. A noter le sort unique de l'Hôtel Ukraina qui devait dominer la place centrale de Kiev comme un élégant gratte-ciel, bâti en ce sens comme ses jumelles, lles Sept Sœurs de Moscou, il a été dépouillé de tous ses éléments décoratifs et n'atteindra jamais l'aspect escompté.

## L'Ukraine moderne

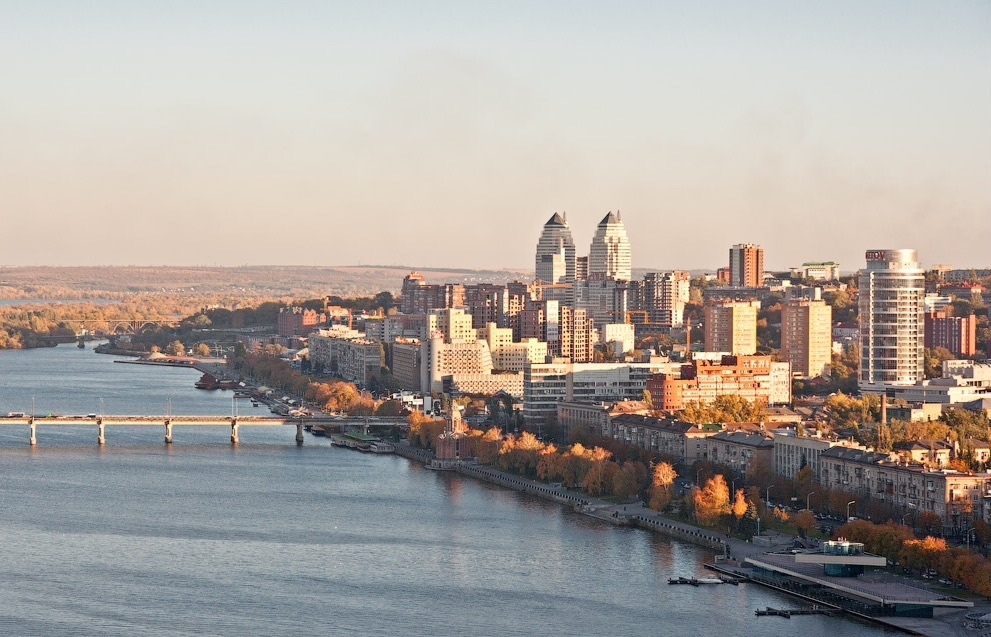
Bâtiments résidentiels à Dnipro

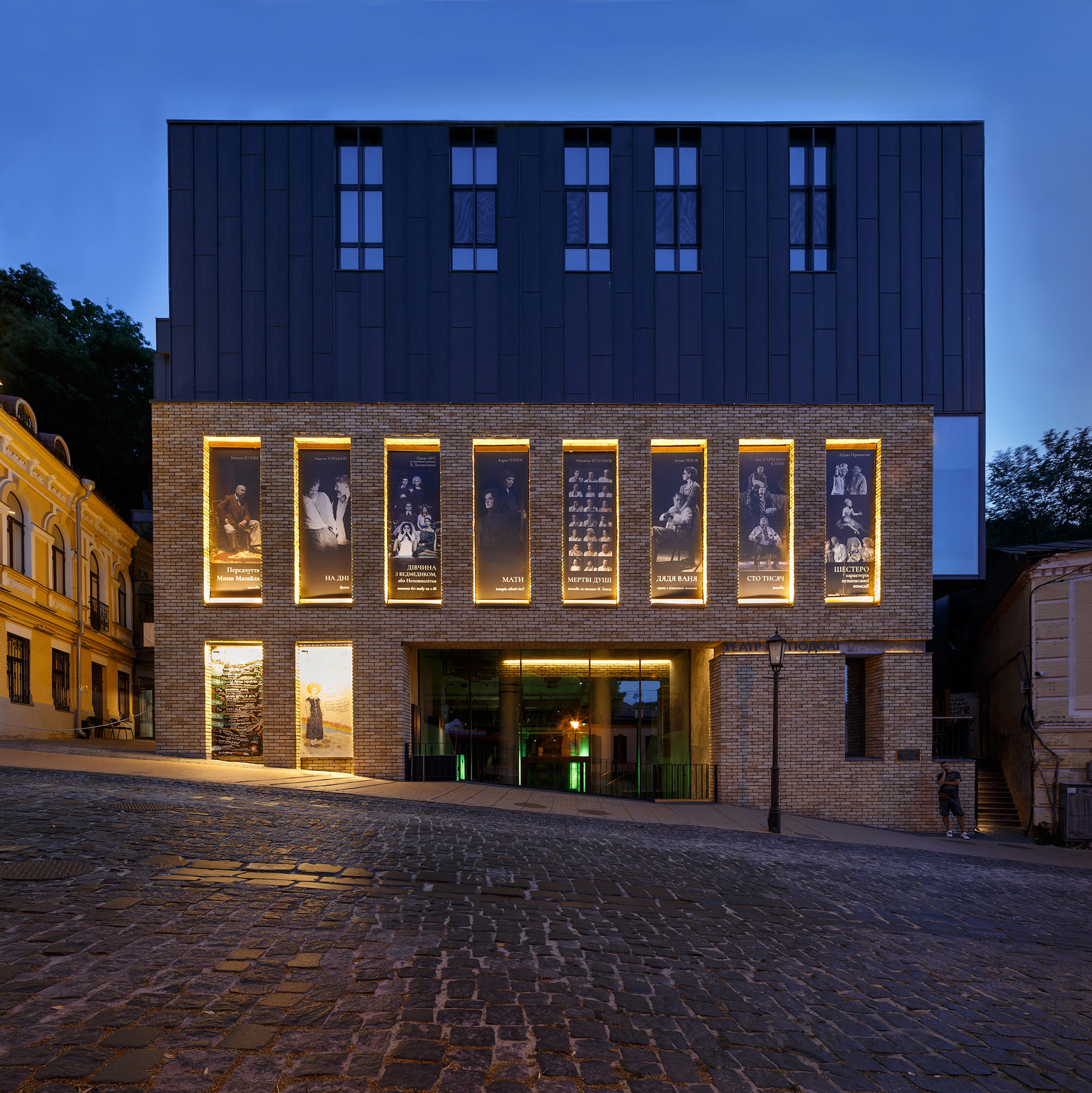
Théâtre sur Podil, nommé pour le prix Mies van der Rohe

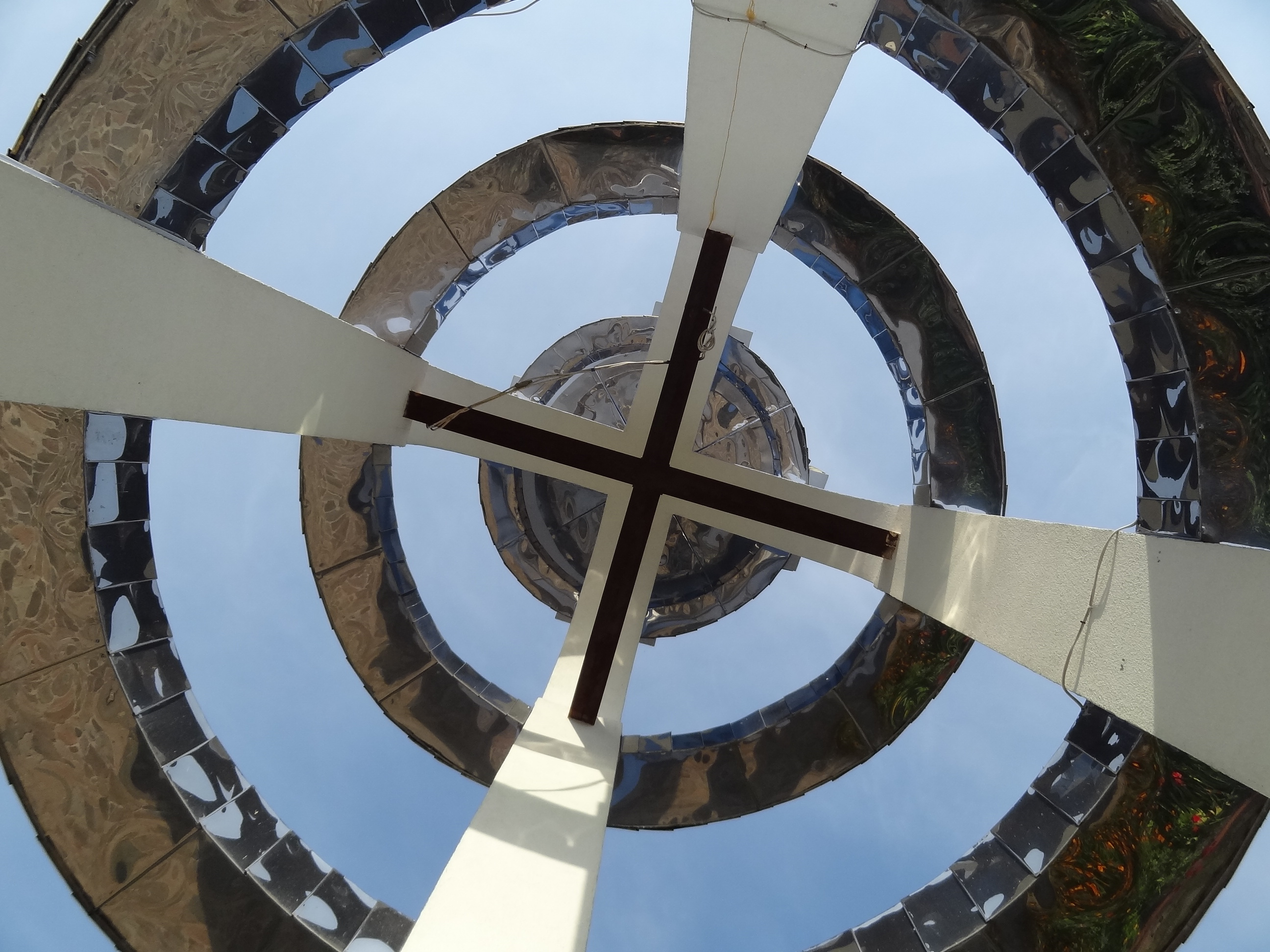
Clocher de Vinnytsia (1996), vue plongeante - fot. Ivonna Nowicka

Dans les travaux de l’école d’architecture ukrainienne de Kiev, on retrouve de plus en plus les mouvements postmodernes et de haute technologie. Reflet de la mondialisation dans le domaine de l’architecture.
Des exemples d'architecture ukrainienne moderne comprennent la reconstruction du Maidan Nezalezhnosti dans le centre de Kiev.
Le projet majeur du XXIe siècle en architecture à Kiev est la construction du centre-ville sur la péninsule de Rybalskyi, qui comprendra un parc dense de gratte-ciel au milieu du paysage pittoresque du Dniepr.

## Voir également
- Architecture de la Russie kiévienne
- Baroque ukrainien
- Liste des sites du patrimoine mondial de l'UNESCO en Ukraine
- Liste des réserves historiques en Ukraine

## Les références
1. ↑  Baroque
2. ↑  Архитектура Харькова
3. ↑  « EUMiesAward », eumiesaward.com (consulté le 21 août 2021)
4. ↑  (ru) « Project of reconstruction of the Rybalskyi Peninsula » [archive du 27 septembre 2007], archunion.com.ua, 5 décembre 2005